# 살인 소설 2
《살인 소설 2》(영어: Sinister 2, 영어: Sinister II로 표현) 혹은 살인소설 2: 다시 시작된 저주는 2015년 공개된 미국의 초자연 공포 영화이다. 2012년 영화 《살인 소설》의 속편이다.

## 출연
- 제임스 랜슨
- 섀넌 소서먼
- 로버트 대니얼 슬론
- 다테이니언 슬론
- 리아 코코
- 테이트 엘링턴
- 존 비즐리
- 루커스 제이드 주먼
- 제이든 클라인
- 라일라 헤일리
- 케이든 M. 프리츠
- 올리비아 레이니
- 니컬러스 킹